# Jensia yosemitana
Jensia yosemitana là một loài thực vật có hoa trong họ Cúc. Loài này được (Parry ex A.Gray) B.G.Baldwin mô tả khoa học đầu tiên năm 1999.